# Kavalakton
Kavalaktoni su klasa laktonskih jedinjenja koja su prisutana u žbunu kafe. Kavalaktoni imaju širok opseg dejstava koji obuhvata amnezionu, analgetsku, antikonvulsantnu, anksiolitičku, nootropnu, i sedativnu/hipnotičku aktivnost uzrokovanu brojnim interakcijama sa centralnim nervnim sistemom putem više mehanizama.

## Inhibicija enzima
Poznato je da ekstrakt kava-kave potentno inhibira širok opseg hepatičkih enzima, i stoga postoji veoma velika verovatnoća da će doći do interakcije sa mnogim farmaceutskim i biljnim lekovima. Iz tog razloga, kava-kava se nikad ne treba koristiti bez saglasnosti lekara, psihijatra, i/ili nekog drugog doktora koji propisuje lekove pacijentu. Isto tako se preporučuje da potencijalni korisnici razmotre svoju upotrebu kava-kave sa apotekarom. Ako se koristi anestezija, preporučuje se da se upotreba kava-kave napomene unapred od operacije. Od pacijenata može da bude zatraženo da privremeno prekinu s upotrebom kava-kave pre i nakon operacije.

## Toksičnost
Za nekoliko kavalaktona (npr.Metisticin i Jangonin) je objavljeno da indukuju aktivnost CYP1A1. Hepatoksičnost je uočena kod malog dela prethodno zdravih korisnika kava-kave, posebno onih koji koriste ekstrakte, za razliku od onih koji upotrebljavaju prah od celog korena.
Brojni kavalaktoni imaju apoptozno dejstvo na razna ljudska tkiva, što možda doprinosi nekim od potencijalno toksičnih efekata upotrebe kava-kave.

## Jedinjenja
Do sada je identifikovano 18 različitih kavalaktona. Prvo identifikovano jedinjenje je bio metisticin. Više analoga, kao što je etisticin, je bilo izolovano. Neki od njih se sastoje od supstituisanog α-pirona kao laktona, dok su drugi parcijalno zasićeni.
Prosečno poluvreme eliminacije kavalaktona tipično prisutnih u korenu kava-kave je 9 h.
| Ime                                 | Struktura | R1        | R2        | R3    | R4  |
| ----------------------------------- | --------- | --------- | --------- | ----- | --- |
| Jangonin                            | 1         | -OCH3     | -H        | -H    | -H  |
| 10-metoksijangonin                  | 1         | -OCH3     | -H        | -OCH3 | -H  |
| 11-metoksijangonin                  | 1         | -OCH3     | -OCH3     | -H    | -H  |
| 11-hidroksijangonin                 | 1         | -OCH3     | -OH       | -H    | -H  |
| Dezmetoksijangonin                  | 1         | -H        | -H        | -H    | -H  |
| 11-metoksi-12-hidroksidehidrokavain | 1         | -OH       | -OCH3     | -H    | -H  |
| 7,8-dihidrojangonin                 | 2         | -OCH3     | -H        | -H    | -H  |
| Kavain                              | 3         | -H        | -H        | -H    | -H  |
| 5-hidroksikavain                    | 3         | -H        | -H        | -H    | -OH |
| 5,6-dihidrojangonin                 | 3         | -OCH3     | -H        | -H    | -H  |
| 7,8-dihidrokavain                   | 4         | -H        | -H        | -H    | -H  |
| 5,6,7,8-tetrahidrojangonin          | 4         | -OCH3     | -H        | -H    | -H  |
| 5,6-dehidrometisticin               | 5         | -O-CH2-O- | -O-CH2-O- | -H    | -H  |
| Metisticin                          | 7         | -O-CH2-O- | -O-CH2-O- | -H    | -H  |
| 7,8-dihidrometisticin               | 8         | -O-CH2-O- | -O-CH2-O- | -H    | -H  |

|  |  |  |  |
|  |  |  |  |

## Spoljašnje veze
- „NIH Kava Chemistry & Toxicology, Executive Summary”.